# Процессы приспособления и компенсации
Приспособле́ние (адапта́ция) к меняющимся условиям существования является наиболее общим свойством живых организмов. Все патологические процессы, по существу, можно разделить на две группы:
1. процессы повреждения (альтеративные процессы)
2. процессы приспособления (адаптивные процессы).

## Механизмы приспособления
К механизмам, обеспечивающим приспособление, относятся специальные защитные системы, регуляция функций организма и избегающее поведение.
I. Специальные защитные системы, препятствующие наиболее разрушительным внешним воздействиям
1. Иммунная система и система мононуклеарных фагоцитов как защита от генетически чужеродной экспансии
2. Механизм воспаления и тесно связанный с ним феномен репаративной регенерации как универсальные способы восстановления повреждённых тканей
3. Система антибластомной резистентности, препятствующая возникновению незрелых злокачественных опухолей
4. Свёртывание крови (гемокоагуляция, тромбоз) как защита от потери внутрисосудистой жидкой ткани
5. Стресс-система, обеспечивающая развитие стресс-синдрома.

II. Механизмы регуляции всех функций организма.
III. Избегающее поведение (его формирует ноцицептивная система).

## Стадии адаптогенеза
Выделяют три стадии в развитии адаптивного процесса:
1. Рецепция адаптогена (адаптогенного стимула) — восприятие изменения какого-либо параметра среды
2. Регуляция адаптогенеза (настройка силы и длительности адаптивного ответа)
3. Адаптивный ответ (адаптивная реакция) — изменение характера функционирования организма или его отдельных структур, соответствующее изменившимся внешним условиям.

## Формы адаптации
Приспособительные реакции подразделяют на 3 типа:
1. ортоадаптивные
2. дизадаптивные
3. компенсаторные.

I. Ортоадаптация — метод воздействия на живой организм различными способами с учётом его индивидуальных особенностей, физических и психо-физиологических нарушений с целью их исправления и правильного приспособления к условиям окружающей среды. Ортоадаптация разделяется на динамическую ортоадаптацию и статическую ортоадаптацию.
Динамическая ортоадаптация — метод воздействия на живой организм, использующий различные виды и способы дозированной двигательной активности с учётом общего состояния организма, его индивидуальных особенностей, физических и психо-физиологических нарушений с целью их исправления, приспособления к условиям окружающей среды и ведения полноценного образа жизни.
Статическая ортоадаптация — метод воздействия на живой организм с использованием различных искусственных и естественных приспособлений и устройств для полноценной коррекции и создания его правильного положения в периоды сна, работы и отдыха, с учётом общего состояния организма, его индивидуальных особенностей, физических и психо-физиологических нарушений и с целью его приспособления к условиям окружающей среды и ведения полноценного образа жизни.
II. Дизадаптация (патологическая адаптация) — неадекватная приспособительная реакция
1. Гиперадаптация — избыточный адаптивный ответ (аллергия; дистресс-синдром; фибринозное, геморрагическое и гнойное воспаление; гиперрегенерация)
2. Гипоадаптация — недостаточность адаптогенеза (иммунодефицит, гипорегенерация)
3. Анадаптация — неспособность к адаптивному ответу (крайняя степень гипоадаптации)
4. Дезадаптация — срыв адаптации.

III. Компенсация (компенсаторные, или эксквизитные, реакции).
Дезадаптация (срыв адаптации) является вариантом анадаптивных состояний (приобретённая анадаптация). Дезадаптация представляет собой достижение предела адаптации для данного организма.
Исходами дезадаптации являются:
- Смерть организма при необратимой дезадаптации
- Реадаптация (восстановление приспособительных возможностей) при обратимой дезадаптации.

Аналогичные дезадаптации и реадаптации состояния в случае компенсаторных процессов обозначаются терминами «декомпенсация» и «рекомпенсация» соответственно.

## Компенсаторные процессы
Компенсация (компенсаторные процессы) — адаптация в условиях болезни, приспособление к патологическим условиям существования организма. Сформированное таким образом приспособление (стадия компенсации) рано или поздно завершается истощением функциональных возможностей и срывом компенсации — декомпенсацией (стадия декомпенсации). При декомпенсации жизненно важных функций наступает смерть организма. Рекомпенсация возможна только путём замены «изношенного» органа полноценным донорским (трансплантация органа). Таким образом, решение проблемы рекомпенсации зависит от успехов трансплантационной медицины.

## Морфология приспособительных процессов
В отечественной патологической анатомии среди приспособительных процессов, помимо воспаления, иммунного ответа и тромбоза, традиционно рассматривают объёмные процессы (атрофию и гипертрофию), регенерацию, дисплазию, организацию и стресс-синдром.

### Объёмные процессы
К объёмным процессам относят атрофию («негативный объёмный процесс») и гипертрофию («позитивный объёмный процесс»). Своеобразным вариантом гипертрофии является гиперплазия.

#### Гипертрофия и гиперплазия
Гипертрофи́я — увеличение объёма какой-либо биологической структуры (органа, ткани, клетки, органеллы). Исключением является организм в целом: не принято говорить о гипертрофии всего тела человека. Гипертрофия может быть врождённым процессом. Гиперплази́я — гипертрофия ткани за счёт увеличения количества образующих её клеток, то есть в результате их активного деления. Гиперплазия — один из вариантов разрастания тканей (другой вариант — опухоль). В отличие от гиперплазии, опухолевый рост не является приспособительным процессом. Гипертрофия не всегда относится к патологическим процессам, в ряде случаев (нейрогуморальная гипертрофия) она носит физиологический характер.
Варианты гипертрофии классифицируют следующим образом:
I. Приспособительные (адаптивные) варианты
1. Нейрогуморальная гипертрофия (физиологическая и патологическая)
2. Гипертрофические разрастания.

II. Компенсаторные варианты
1. Рабочая гипертрофия
2. Викарная (заместительная) гипертрофия
3. Регенераторная гипертрофия.

III. Врождённая гипертрофия.
Нейрогуморальная гипертрофия — гипертрофия, развивающаяся под влиянием гормонов, стимулирующих деление клеток. Выделяют физиологические и патологические варианты нейрогуморальной гипертрофии. Примером физиологической нейрогуморальной гипертрофии является увеличение матки при беременности и молочных желёз при лактации. К патологической нейрогуморальной гипертрофии относятся гиперплазия эндометрия, нодулярная гиперплазия простаты, увеличение органов при синдромах гиперпродукции соматотропного гормона (гигантизме и акромегалии) и т. п.
Гипертрофические разрастания — разрастания тканей при нарушениях крово- и лимфообращения (фиброз), а также на фоне хронического воспаления (фиброэпителиальные и гиперпластические полипы). Аденоматозные полипы, в отличие от гиперпластических и фиброэпителиальных, являются доброкачественными опухолями, разновидностью аденом.
Рабочая гипертрофия — гипертрофия гиперфункционирующего органа. Типичным примером рабочей гипертрофии служит гипертрофия миокарда левого желудочка при длительной артериальной гипертензии.
Викарная гипертрофия — гипертрофия одного из парных органов при отсутствии (аплазия, хирургическое удаление), недоразвитии (врождённой гипоплазии) или приобретённой гипофункции другого. Наиболее характерна викарная гипертрофия почки. Викарную гипертрофию можно рассматривать как разновидность рабочей гипертрофии.
Регенераторная гипертрофия — гипертрофия паренхиматозных клеток органа вокруг рубца при субституции. Так, при инфаркте миокарда по периферии сформированного пост-инфарктного рубца сохранные кардиомиоциты существенно увеличиваются, тем самым частично компенсируя функцию погибших клеток. Регенераторная гипертрофия также является своеобразным вариантом рабочей гипертрофии.
Врождённая гипертрофия — один из видов пороков развития органов (например, врождённая гипертрофия больших слюнных желёз).

#### Атрофия
Атрофи́я — уменьшение объёма какой-либо биологической структуры (органа, ткани, клетки, органеллы) или организма в целом. Для того, чтобы произошло уменьшение объёма структуры, она должна быть соответствующим образом развита, поэтому атрофию необходимо отличать от врождённой гипоплазии (недоразвития органа). Следовательно, атрофия всегда является приобретённым процессом.
Атрофию подразделяют на местную и общую, физиологическую и патологическую.
I. Общая физиологическая атрофия.
II. Местная физиологическая атрофия (инволюция).
III. Общая патологическая атрофия (кахексия).
IV. Местная патологическая атрофия
1. Дисфункциональная атрофия (атрофия от бездействия)
2. Прессогенная атрофия (атрофия от давления)
3. Нейротическая (нейролитическая) атрофия
4. Атрофия при хроническом нарушении кровообращения
5. Атрофия при действии химических и физических факторов
6. Псевдогипертрофия.

Общая физиологическая атрофия развивается в старости: уменьшаются отдельные органы и организм в целом.
Инволюция («обратное развитие органов») также относится к атрофическим процессам физиологического характера, например, возрастная инволюция тимуса, пост-гравидарная инволюция эндометрия и т. п.
Кахексия (истощение, маразм) развивается при длительном полном голодании (алиментарная кахексия), хронических инфекционных заболеваниях (например, при туберкулёзе), злокачественных опухолях («раковая кахексия»), при тяжёлой гипофункции аденогипофиза («гипофизарная кахексия»), гипоталамуса («церебральная кахексия»). Для истощения характерна бурая атрофия миокарда и печени.
Дисфункциональная атрофия — атрофия гипофункционирующего органа (например, атрофические процессы в скелетных мышцах при длительной иммобилизации конечности).
Прессогенная атрофия — атрофия, вызванная длительным сдавлением органа или его части. Типичными примерами прессогенной атрофии являются атрофия мозга при гидроцефалии и атрофия почки при гидронефрозе. В первом случае ткань головного мозга сдавлена блокированным в желудочках ликвором, во втором — на ткань почки оказывает давление моча, переполняющая чашечно-лоханочную систему органа при нарушении её оттока.
Нейротическая атрофия — атрофия денервированной ткани. Правильно называть данный процесс «нейролитической артрофией», однако слог «-ли-» по какой-то причине выпал и термин стали использовать в усечённом варианте. Нейротическую атрофию можно рассматривать как разновидность дисфункциональной атрофии, так как функция денервированной ткани снижается или полностью выпадает.
Атрофия при хроническом нарушении кровообращения (хронической ишемии и хроническом застойном полнокровии) проявляется уменьшением объёма паренхимы органа, в то время как строма может подвергаться гипертрофии за счёт фиброза.
Атрофия при действии химических и физических факторов. Различные факторы химической и физической природы способны вызывать атрофический процесс. Так, ионизирующее излучение приводит к атрофии ткани красного костного мозга (радиогенная атрофия миелоидной ткани), длительное применение в больших дозах глюкокортикоидных гормонов способствует развитию атрофии пучковой зоны коры надпочечников и т. п.
Псевдогипертрофия — атрофия паренхимы при одновременной гипертрофии стромы органа. Данный процесс относится к вариантам атрофии, так как при этом функция органа снижается. Гипертрофия стромы может развиваться за счёт фиброза (например, при гипертрофическом циррозе печени) или липоматоза (например, так называемое вакатное ожирение скелетных мышц).

### Организация
Организацией в отечественной патологической анатомии называют четыре формы фиброза:
1. Организация детрита — замещение волокнистой тканью некротических масс
2. Организация тромботических масс (организация тромба)
3. Организация фибринозного экссудата
4. Инкапсуляция — обрастание фиброзной тканью детрита, инородных тел или погибших паразитов с формированием соединительнотканной капсулы.

### Дисплазия
Дисплази́я — нарушение дифференцировки (созревания) тканей и клеток.

#### Классификация
Различают дисплазию тканей и дисплазию клеток.
I. Дисплазия ткани
1. Врождённая тканевая дисплазия
2. Постнатальная тканевая дисплазия.

Варианты врождённой тканевой дисплазии
- Персисте́нция эмбриональных структур
- Гама́ртия
- Хори́стия (врождённая гетеротопи́я).

II. Дисплазия клеток
1. Дисплазия I степени (интраэпителиальная неоплазия I степени)
2. Дисплазия II степени (интраэпителиальная неоплазия II степени)
3. Дисплазия III степени (вместе с карциномой in situ обозначается термином «интраэпителиальная неоплазия III степени»).

#### Тканевая дисплазия
Тканевая дисплазия — нарушение нормального соотношения элементов в ткани или появление структур, не встречающихся в норме.
Тканевая дисплазия может быть врождённой или развивается в постнатальном онтогенезе. Типичным примером постнатальной тканевой дисплазии является доброкачественная дисплазия молочной железы (фиброзно-кистозная болезнь, мастопатия), при которой в ткани молочной железы увеличивается пропорция эпителиальных клеток («пролиферативная форма») или стромы («непролиферативная форма»). При дисплазии тимуса обычно увеличено количество эпителиальных клеток и снижено число тимоцитов.
Врождённая тканевая дисплазия проявляется тремя типами изменений: (1) персистенцией эмбриональных структур, формированием (2) гамартий и (3) хористий. Эмбриональные структуры (карман Ратке, жаберные щели, хорда и т. п.) в определённые сроки антенатального онтогенеза должны подвергаться инволюции. Если этого не происходит, их существование затягивается (эмбриональные структуры персистируют), то есть в ткани остаются элементы, которых уже быть не должно. Гама́ртией называется избыточно развитый нормальный компонент ткани (например, кровеносные сосуды в ткани врождённых гемангиом, меланоциты в невусах). Хори́стия (врождённая гетеротопи́я) — появление в созревшей ткани нехарактерных для неё структур (например, ткани слюнных желёз в челюстных костях или панкреатической ткани в стенке желудка). Персистирующие эмбриональные структуры, гамартии и хористии могут служить источником развития опухолей (прогономы, гамартомы, хористомы), в том числе злокачественных.

#### Клеточная дисплазия
Дисплазия клеток — предраковый процесс, характеризующийся появлением признаков клеточного атипизма.
Выраженность клеточной дисплазии различная. Ранее выделяли три степени дисплазии клеток (лёгкая, умеренная и тяжёлая), в настоящее время часто ограничиваются двумя крайними степенями (low grade и high grade). Клеточная дисплазия особенно детально изучена для эпителиоцитов разных органов. В последние два десятилетия термин «клеточная дисплазия» (также как и термин «карцинома in situ») в патологоанатомической и онкологической практике заменён термином «интраэпителиальная неоплазия». При этом в рубрику «тяжёлой интраэпителиальной неоплазии» (III степени) включена тяжёлая дисплазия клеток (дисплазия III степени) и карцинома in situ. Тяжёлая форма клеточной дисплазии относится к облигатному предраку.

### Регенерация
Регенера́ция — обновление и восстановление тканей.

#### Классификация
Формы регенерации классифицируют следующим образом:
I. Характер процесса
1. Физиологическая регенерация
2. Репаративная регенерация (репарация)
3. Патологическая регенерация.

Формы репарации:
- Реституция
- Субституция

Формы патологической регенерации:
- Гиперрегенерация
- Гипорегенерация
- Метаплазия.

II. Особенности восстановления клеток
1. Внутриклеточная регенерация
2. Клеточная регенерация.

Физиологическая регенерация — обновление тканей. Физиологическая регенерация протекает постоянно во всех тканях организма, но с разной скоростью. Наиболее быстро обновляется миелоидная и лимфоидная ткань, а также эпителиальная выстилка желудка и кишечника. Очень медленное обновление происходит в скелетных (костной и хрящевой) тканях.
Регенерацию повреждённых тканей (то есть их восстановление) подразделяют на репаративную и патологическую. Репаративная регенерация (репарация) — восстановление повреждённых тканей, при котором процесс регенерации протекает нормально, хотя и быстрее физиологической регенерации. Различают две формы репарации: реституцию и субституцию. Реституция — полное восстановление повреждённой ткани. Образовавшаяся ткань идентична преформированной ткани. Субституция — замещение повреждённой ткани рубцовой (грубоволокнистой) тканью.
Патологическая регенерация — восстановление повреждённых тканей, при котором ход регенерации нарушен. В зависимости от характера нарушения регенераторного процесса (избыточная регенерация, недостаточная регенерация или образование на месте одной другой, родственной ей ткани) выделяют три формы патологической регенерации: гиперрегенерацию, гипорегенерацию и метаплазию. Гиперрегенерация — образование излишней массы регенерирующей ткани (например, гипертрофический рубец). Гипорегенерация — вялая регенерация, при которой необходимого количества регенерирующей ткани не образуется (например, гипорегенерация тканей в трофических язвах кожи). Метаплазия рассмотрена отдельно.
Внутриклеточная регенерация — обновление и восстановление ультраструктур клетки. Условием внутриклеточной регенерации является обратимость повреждения (паранекротический процесс). В состоянии некробиоза (некрофанероза) внутриклеточная регенерация не возможна. Клеточная регенерация — регенерация ткани за счёт деления и последующего созревания клеток. Условием клеточной регенерации является способность клеток регенерирующей ткани к делению. У взрослого человека способность к активному делению теряют такие клетки, как кардиомиоциты и нейроны. В ходе клеточной регенерации выделяют две фазы: (1) фазу пролиферации, (2) фазу дифференцировки клеток.

#### Метаплазия
Метаплази́я — замещение одной ткани другой, родственной тканью. Метапластический процесс ограничен рамками одного зародышевого листка: одна эпителиальная ткань меняет другую эпителиальную ткань, один тип соединительной ткани замещается другим типом соединительной ткани. Случаи перехода эпителиальной ткани в соединительную, мышечную или нервную не известны. Возможность метаплазии обусловлена наличием клеток-предшественников, общих для нескольких типов ткани.
Наиболее часто метаплазия встречается в эпителиальных и соединительных тканях:
I. Метаплазия эпителиальных тканей
1. Плоскоклеточная метаплазия
2. Прозоплазия.

II. Метаплазия соединительных тканей
1. Костная метаплазия
2. Хрящевая метаплазия

Самым распространённым вариантом метаплазии является плоскоклеточная метаплазия, при которой на месте однослойного эпителия образуется многослойный плоский эпителий. Так, при хроническом бронхите курильщиков развивается плоскоклеточная метаплазия слизистой оболочки бронхов. Дисплазия такого эпителия может завершиться возникновением плоскоклеточной карциномы лёгкого. Более того, все случаи основного морфологического типа рака лёгкого — плоскоклеточной карциномы — представляют собой результат малигнизации клеток в очагах плоскоклеточной метаплазии бронхов.
Прозоплазия — процесс, обратный плоскоклеточной метаплазии: на месте многослойного плоского эпителия образуется однослойный. Типичным примером прозоплазии служит эндоцервикоз (псевдоэрозия шейки матки), в очагах которой сквамозный эпителий эктоцервикса может трансформироваться в однослойный. Это происходит благодаря камбиальным клеткам эндоцервикального эпителия (их называют резервными), способными к двойной дифференцировке.
Среди форм метаплазии соединительных тканей наиболее часто встречается метаплазия рубцовой (грубоволокнистой) ткани в костную. Например, в зажившем очаге первичного туберкулёза в верхушке лёгкого (очаге Гона) нередко обнаруживается губчатая костная ткань.
Термин «метаплазия» в ряде случаев используется не корректно. Так, «миелоидная метаплазия» (экстрамедуллярный гемопоэз) собственно метаплазией не является, при этом происходит размножение кроветворных клеток в селезёнке, лимфоузлах, в жировой ткани за пределами костного мозга, а не превращение тканей селезёнки, лимфатических узлов или белой жировой ткани в миелоидную, как считали ранее. «Кишечная метаплазия» («энтеролизация») слизистой оболочки желудка (появление в ней слизистых клеток кишечного типа) также является не точным обозначением процесса, так как действительной замены желудочного эпителия кишечным в данном случае не происходит. То же можно сказать и о «желудочной метаплазии» («гастролизации») слизистой оболочки кишечника.

#### Регенерация отдельных видов тканей
Регенерация костной ткани
Регенерирующие ткани, расположенные в области костных отломков, формируют сначала первичную мозоль, затем — окончательную костную мозоль. При неосложнённом переломе регенерацию кости называют первичным костным сращением, при осложнённом — вторичным костным сращением. Первичная мозоль при первичном костном сращении проходит две морфологические стадии: (1) соединительнотканную и (2) костную, в то время как при вторичном сращении первичная мозоль является исключительно костно-хрящевой, что может привести к образованию ложного сустава.
Регенерация мышечных тканей. Обширные повреждения гладкомышечной ткани регенерируют с образованием рубца (субституция). При её незначительном повреждении деление лейомиоцитов приводит к полному закрытию дефекта (реституция). Регенерация скелетной мышечной ткани связана с активностью камбиальных клеток, расположенных под сарколеммой миона (миосателлитоцитов). Клетки-сателлиты при этом делятся и сливаются между собой, образуя в конечном счёте новый мион. В миокарде на месте погибших кардиомиоцитов образуется только рубец (субституция).
Регенерация сосудов.
При повреждении стенки крупного сосуда регенерация протекает по типу субституции. Капилляры регенерируют (1) почкованием и (2) аутогенным путём. Почкование характеризуется ответвлением нового капилляра от образованного ранее. Аутогенный механизм заключается в появлении обособленных пролифератов эндотелиальных клеток, формирующих отдельные сосуды, которые затем объединяются между собой.
Регенерация волокнистой ткани.
Волокнистая ткань при повреждении регенерирует через стадию грануляционной ткани. Грануляционная ткань ярко-красного цвета, очень мягкая, в дне кожной раны она имеет характерную мелкозернистую поверхность, образованную приподнимающимися капиллярными петлями (отсюда её название: от лат. granula — зёрнышко). При микроскопическом исследовании в грануляционной ткани обнаруживаются многочисленные полнокровные капилляры, окружённые клетками воспалительного инфильтрата. Разрастание грануляционной ткани лежит в основе одной из форм продуктивного воспаления — гранулирующего воспаления. При реституции грануляционная ткань созревает в рыхлую или плотную неоформленную волокнистую ткань, аналогичную преформированной; при субституции — в грубоволокнистую (рубцовую) ткань.
Заживление ран.
Выделяют четыре варианта заживления ран:
1. Прямая эпителизация при дефектах кожи в пределах эпидермиса
2. Заживление первичным натяжением (per primam intentionem) — без нагноения раны
3. Заживление вторичным натяжением (per secundam intentionem) — с развитием гнойного воспаления
4. Заживление третичным натяжением (per tertiam intentionem) — под образовавшейся коркой (под струпом).

### Стресс-синдром
Стресс-синдром — комплекс приспособительных изменений, направленных на мобилизацию энергетических ресурсов организма. Он развивается при физических и психологических нагрузках, а также при различных заболеваниях.
Различают два варианта стресс-синдрома: (1) эустресс — адекватный (физиологический) стресс и (2) дистресс — неадекватный (патологический) стресс.
Стресс-реакция протекает в две стадии — острую и хроническую. Острая стадия обеспечивается в основном катехоламинами (мозговым веществом надпочечников, симпатическими параганглиями), хроническая стадия — глюкокортикоидными гормонами (пучковой зоной коры надпочечников). Поэтому типичными морфологическими проявлениями дистресс-синдрома являются изменения надпочечников (гиперплазия коры и мозгового вещества, при особенно длительном стрессе формируется узелковая гиперплазия коры или аденома коры надпочечников) и аденогипофиза (очаговая или диффузная гиперплазия кортикотропоцитов). Вследствие вторичного гиперкортицизма при дистресс-синдроме формируются различные нарушения в органах и тканях. Особенно ярким среди них является атрофия лимфоидной ткани, обусловливающая иммунодефицитное состояние больных. Глюкокортикоиды в высокой концентрации вызывают апоптоз лимфоцитов, поэтому различные органы иммунной системы уменьшаются (акцидентальная трансформация тимуса, субатрофия лимфатических узлов и белой пульпы селезёнки).